# Collegio di Nuneaton
Nuneaton è un collegio elettorale inglese situato nel Warwickshire, nelle Midlands Occidentali, rappresentato alla Camera dei comuni del Parlamento del Regno Unito. Elegge un membro del parlamento con il sistema first-past-the-post, ossia maggioritario a turno unico; l'attuale parlamentare è Jodie Gosling del Partito Laburista, che rappresenta il collegio dal 2024.

## Estensione

Nuneaton dal 2010 al 2024

- 1885-1918: la divisione sessionale di Coventry e parte delle divisioni sessionali di Atherstone e Coleshill.
- 1918-1945: il Municipal Borough di Nuneaton, il distretto urbano di Bulkington e i distretti rurali di Atherstone, Coventry, Foleshill e Nuneaton.
- 1945-1955: il Municipal Borough di Nuneaton, il distretto urbano di Bedworth e il distretto rurale di Atherstone.
- 1955-1974: il Municipal Borough di Nuneaton e il distretto urbano di Bedworth.
- 1974-1983: il Municipal Borough di Nuneaton e il distretto urbano di Bedworth come modificato dal Coventry Order 1965.
- 1983-2010: i ward del Borough di Nuneaton and Bedworth di Abbey, Arbury, Attleborough, Bulkington, Camp Hill, Chilvers Coton, Galley Common, St Nicolas, Stockingford, Weddington e Whitestone, e i ward del borough di Rugby di Earl Craven, Fosse e Wolvey.
- dal 2010: i ward del Borough di Nuneaton and Bedworth di Abbey, Arbury, Attleborough, Bar Pool, Camp Hill, Galley Common, Kingswood, St Nicolas, Weddington, Wem Brook e Whitestone, e i ward del Borough di North Warwickshire di Arley and Whitacre e Hartshill.[1]

## Membri del parlamento
| Elezione | Elezione          | Deputato          | Partito      |
| -------- | ----------------- | ----------------- | ------------ |
|          | 1885              | Jasper Johns      | Liberale     |
|          | 1886              | John Dugdale      | Conservatore |
| 1892     | Francis Newdigate |                   | Conservatore |
|          | 1906              | William Johnson   | Liberale     |
|          | 1909              | William Johnson   | Laburista    |
|          | 1914              | William Johnson   | Liberale     |
|          | 1918              | Henry Maddocks    | Conservatore |
|          | 1923              | Herbert Willison  | Liberale     |
|          | 1924              | Arthur Hope       | Conservatore |
|          | 1929              | Frank Smith       | Laburista    |
|          | 1931              | Edward North      | Conservatore |
|          | 1935              | Reginald Fletcher | Laburista    |
| 1942 (S) | Frank Bowles      |                   | Laburista    |
| 1965 (S) | Frank Cousins     |                   | Laburista    |
| 1967 (S) | Les Huckfield     |                   | Laburista    |
|          | 1983              | Lewis Stevens     | Conservatore |
|          | 1992              | Bill Olner        | Laburista    |
|          | 2010              | Marcus Jones      | Conservatore |
|          | 2024              | Jodie Gosling     | Laburista    |

## Elezioni

### Elezioni negli anni 2020
| Partito                    | Partito                                           | Candidato                  | Risultati 4 luglio 2024 | Risultati 4 luglio 2024 |
| Partito                    | Partito                                           | Candidato                  | Voti                    | %                       |
| -------------------------- | ------------------------------------------------- | -------------------------- | ----------------------- | ----------------------- |
|                            | Laburista                                         | Jodie Gosling              | 15 216                  | 36,92                   |
|                            | Conservatore                                      | Marcus Jones               | 11 737                  | 28,48                   |
|                            | Reform UK                                         | Rob Howard                 | 9 059                   | 21,98                   |
|                            | Verdi                                             | Keith Kondakor             | 2 894                   | 7,02                    |
|                            | Lib Dem                                           | Joy Salaja                 | 1 340                   | 3,25                    |
|                            | Workers                                           | John Homer                 | 967                     | 2,35                    |
|                            |                                                   |                            |                         |                         |
| Iscritti                   | Iscritti                                          | Iscritti                   | 71 843                  | 100,00                  |
| ↳ Votanti (% su iscritti)  | ↳ Votanti (% su iscritti)                         | ↳ Votanti (% su iscritti)  | 41 213                  | 57,37                   |
| ↳ Astenuti (% su iscritti) | ↳ Astenuti (% su iscritti)                        | ↳ Astenuti (% su iscritti) | 30 630                  | 42,63                   |
|                            |                                                   |                            |                         |                         |
|                            | Esito: collegio passa da Conservatore a Laburista |                            |                         |                         |

### Elezioni negli anni 2010
| Partito                    | Partito                                   | Candidato                  | Risultati 12 dicembre 2019 | Risultati 12 dicembre 2019 |
| Partito                    | Partito                                   | Candidato                  | Voti                       | %                          |
| -------------------------- | ----------------------------------------- | -------------------------- | -------------------------- | -------------------------- |
|                            | Conservatore                              | Marcus Jones               | 27 390                     | 60,61                      |
|                            | Laburista                                 | Zoe Mayou                  | 14 246                     | 31,52                      |
|                            | Lib Dem                                   | Richard Brighton-Knight    | 1 862                      | 4,12                       |
|                            | Verdi                                     | Keith Kondakor             | 1 692                      | 3,74                       |
|                            |                                           |                            |                            |                            |
| Iscritti                   | Iscritti                                  | Iscritti                   | 70 226                     | 100,00                     |
| ↳ Votanti (% su iscritti)  | ↳ Votanti (% su iscritti)                 | ↳ Votanti (% su iscritti)  | 45 190                     | 64,35                      |
| ↳ Astenuti (% su iscritti) | ↳ Astenuti (% su iscritti)                | ↳ Astenuti (% su iscritti) | 25 036                     | 35,65                      |
|                            |                                           |                            |                            |                            |
|                            | Esito: collegio confermato a Conservatore |                            |                            |                            |

| Partito                    | Partito                                   | Candidato                  | Risultati 8 giugno 2017 | Risultati 8 giugno 2017 |
| Partito                    | Partito                                   | Candidato                  | Voti                    | %                       |
| -------------------------- | ----------------------------------------- | -------------------------- | ----------------------- | ----------------------- |
|                            | Conservatore                              | Marcus Jones               | 23 755                  | 51,57                   |
|                            | Laburista                                 | Phil Johnson               | 19 016                  | 41,28                   |
|                            | UKIP                                      | Craig Carpenter            | 1 619                   | 3,51                    |
|                            | Lib Dem                                   | Richard Brighton-Knight    | 914                     | 1,98                    |
|                            | Verdi                                     | Chris Brookes              | 763                     | 1,66                    |
|                            |                                           |                            |                         |                         |
| Iscritti                   | Iscritti                                  | Iscritti                   | 69 097                  | 100,00                  |
| ↳ Votanti (% su iscritti)  | ↳ Votanti (% su iscritti)                 | ↳ Votanti (% su iscritti)  | 46 067                  | 66,67                   |
| ↳ Astenuti (% su iscritti) | ↳ Astenuti (% su iscritti)                | ↳ Astenuti (% su iscritti) | 23 030                  | 33,33                   |
|                            |                                           |                            |                         |                         |
|                            | Esito: collegio confermato a Conservatore |                            |                         |                         |

| Partito                    | Partito                                   | Candidato                  | Risultati 7 maggio 2015 | Risultati 7 maggio 2015 |
| Partito                    | Partito                                   | Candidato                  | Voti                    | %                       |
| -------------------------- | ----------------------------------------- | -------------------------- | ----------------------- | ----------------------- |
|                            | Conservatore                              | Marcus Jones               | 20 827                  | 45,52                   |
|                            | Laburista                                 | Vicky Fowler               | 15 945                  | 34,85                   |
|                            | UKIP                                      | Alwyn Waine                | 6 582                   | 14,39                   |
|                            | Verdi                                     | Keith Kondakor             | 1 281                   | 2,80                    |
|                            | Lib Dem                                   | Christina Jebb             | 816                     | 1,78                    |
|                            | TUSC                                      | Paul Reilly                | 194                     | 0,42                    |
|                            | Democratici                               | Steve Paxton               | 104                     | 0,23                    |
|                            |                                           |                            |                         |                         |
| Iscritti                   | Iscritti                                  | Iscritti                   | 68 078                  | 100,00                  |
| ↳ Votanti (% su iscritti)  | ↳ Votanti (% su iscritti)                 | ↳ Votanti (% su iscritti)  | 45 749                  | 67,20                   |
| ↳ Astenuti (% su iscritti) | ↳ Astenuti (% su iscritti)                | ↳ Astenuti (% su iscritti) | 22 329                  | 32,80                   |
|                            |                                           |                            |                         |                         |
|                            | Esito: collegio confermato a Conservatore |                            |                         |                         |

| Partito                    | Partito                                           | Candidato                  | Risultati 6 maggio 2010 | Risultati 6 maggio 2010 |
| Partito                    | Partito                                           | Candidato                  | Voti                    | %                       |
| -------------------------- | ------------------------------------------------- | -------------------------- | ----------------------- | ----------------------- |
|                            | Conservatore                                      | Marcus Jones               | 18 536                  | 41,52                   |
|                            | Laburista                                         | Jayne Innes                | 16 467                  | 36,88                   |
|                            | Lib Dem                                           | Christina Jebb             | 6 846                   | 15,33                   |
|                            | BNP                                               | Martyn Findley             | 2 797                   | 6,26                    |
|                            |                                                   |                            |                         |                         |
| Iscritti                   | Iscritti                                          | Iscritti                   | 67 851                  | 100,00                  |
| ↳ Votanti (% su iscritti)  | ↳ Votanti (% su iscritti)                         | ↳ Votanti (% su iscritti)  | 44 646                  | 65,80                   |
| ↳ Astenuti (% su iscritti) | ↳ Astenuti (% su iscritti)                        | ↳ Astenuti (% su iscritti) | 23 205                  | 34,20                   |
|                            |                                                   |                            |                         |                         |
|                            | Esito: collegio passa da Laburista a Conservatore |                            |                         |                         |

### Elezioni negli anni 2000
| Partito                    | Partito                                | Candidato                  | Risultati 5 maggio 2005 | Risultati 5 maggio 2005 |
| Partito                    | Partito                                | Candidato                  | Voti                    | %                       |
| -------------------------- | -------------------------------------- | -------------------------- | ----------------------- | ----------------------- |
|                            | Laburista                              | Bill Olner                 | 19 945                  | 44,05                   |
|                            | Conservatore                           | Mark Pawsey                | 17 665                  | 39,01                   |
|                            | Lib Dem                                | Ali Asghar                 | 5 884                   | 12,99                   |
|                            | UKIP                                   | Keith Tyson                | 1 786                   | 3,94                    |
|                            |                                        |                            |                         |                         |
| Iscritti                   | Iscritti                               | Iscritti                   | 73 385                  | 100,00                  |
| ↳ Votanti (% su iscritti)  | ↳ Votanti (% su iscritti)              | ↳ Votanti (% su iscritti)  | 45 280                  | 61,70                   |
| ↳ Astenuti (% su iscritti) | ↳ Astenuti (% su iscritti)             | ↳ Astenuti (% su iscritti) | 28 105                  | 38,30                   |
|                            |                                        |                            |                         |                         |
|                            | Esito: collegio confermato a Laburista |                            |                         |                         |

| Partito                    | Partito                                | Candidato                  | Risultati 7 giugno 2001 | Risultati 7 giugno 2001 |
| Partito                    | Partito                                | Candidato                  | Voti                    | %                       |
| -------------------------- | -------------------------------------- | -------------------------- | ----------------------- | ----------------------- |
|                            | Laburista                              | Bill Olner                 | 22 577                  | 52,13                   |
|                            | Conservatore                           | Mark Lancaster             | 15 042                  | 34,73                   |
|                            | Lib Dem                                | Tony Ferguson              | 4 820                   | 11,13                   |
|                            | UKIP                                   | Brian James                | 873                     | 2,02                    |
|                            |                                        |                            |                         |                         |
| Iscritti                   | Iscritti                               | Iscritti                   | 72 066                  | 100,00                  |
| ↳ Votanti (% su iscritti)  | ↳ Votanti (% su iscritti)              | ↳ Votanti (% su iscritti)  | 43 312                  | 60,10                   |
| ↳ Astenuti (% su iscritti) | ↳ Astenuti (% su iscritti)             | ↳ Astenuti (% su iscritti) | 28 754                  | 39,90                   |
|                            |                                        |                            |                         |                         |
|                            | Esito: collegio confermato a Laburista |                            |                         |                         |

## Risultati dei referendum

### Referendum sulla permanenza del Regno Unito nell'Unione europea del 2016
|             | Collegio | Lasciare UE % | Rimanere in UE % |
| ----------- | -------- | ------------- | ---------------- |
|             | Nuneaton | 64,7%         | 35,3%            |
| Inghilterra | 53,3%    | 46,7%         |                  |
| Regno Unito | 51,9%    | 48,1%         |                  |